# 3884 Alferov

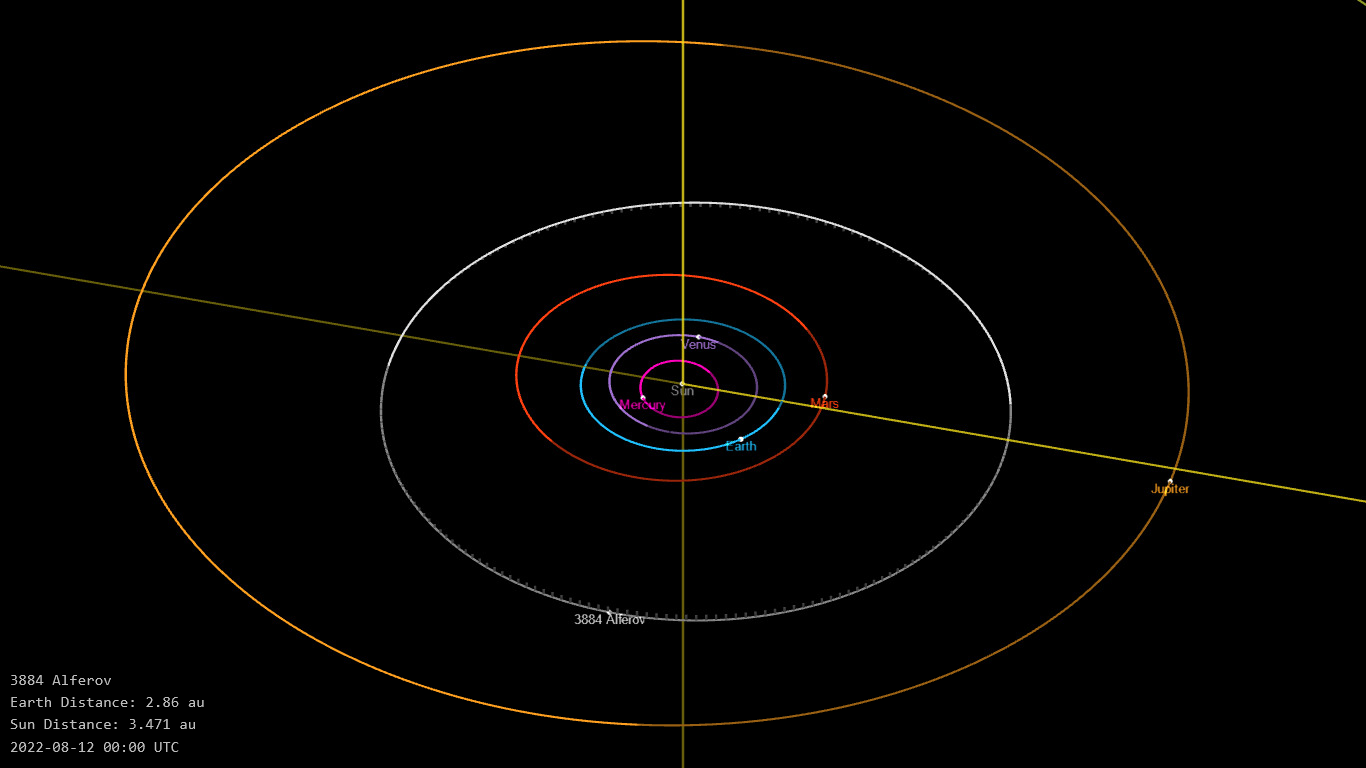
Orbita asteroidului 3884 Alferov (Jet Propulsion Laboratory)

3884 Alferov este un asteroid din centura principală, descoperit pe 13 martie 1977 de Nikolai Cernîh.